# Vittorio Barichella
Vittorio Barichella (Vicenza, 30 ottobre 1830 – Vicenza, 26 aprile 1911) è stato un architetto e bibliotecario italiano.

## Biografia
Nacque a Vicenza il 30 ottobre 1830 (o, secondo alcune fonti, 1838) da una famiglia colta, figlio di Lorenzo Barichella, uomo di vasta cultura umanistica, e Maddalena Negretti.
Affiancò all'attività di bibliotecario presso la Biblioteca civica Bertoliana dal 1848 al 1880, quella di architetto nel campo del disegno tecnico e del restauro di edifici civili e religiosi; risalgono a quegli anni alcune pubblicazioni a stampa, come pure diversi appunti e studi archeologici rinvenuti tra le sue carte. Influenzato dall'opera di Giovanni Miglioranza, del quale fu assistente dal 1853 al 1861, si dedicò con passione agli studi sull'antichità classica, compiendo anche tra il 1870 e il 1873 numerosi viaggi nelle maggiori città italiane che lo arricchirono sia dal punto di vista storico sia architettonico.
Nel 1866 si sposò con Emma Cosma.
Grazie alle sue specifiche competenze entrò a far parte sia dell'Accademia Olimpica sia della Commissione d'Ornato di Vicenza, con la quale più volte si trovò in contrasto per divergenze di giudizio. Fu anche consigliere comunale dall'aprile 1893 al giugno 1897. La sua carriera di bibliotecario si snodò attraverso queste tappe: assistente provvisorio a partire dal 3 gennaio 1848, in seguito assistente dispensatore, infine vice bibliotecario dal 10 novembre 1857 fino al 14 febbraio 1890. Alla morte di Andrea Capparozzo la sua richiesta di essere nominato bibliotecario venne respinta e la giunta municipale designò Domenico Bortolan.
Come architetto Barichella realizzò numerosi progetti di monumenti, cancelli, serramenti e portali.
Morì nella sua città natale il 26 aprile 1911.

## Opere

### Architetture
(parziale)
- Restauro di palazzo da Schio (1875), Schio
- Ristrutturazione di palazzo Sesso Zen Fontana (1878), Vicenza[3]
- Ampliamento della chiesa di Santa Maria (1890), Dueville (Vicenza)
- Cupola della chiesa di Santo Stefano (1895), Vicenza
- Torre campanaria di Perarolo di Arcugnano (1911; colpita da un fulmine nel 1980 e ricostruita)
- Campanile del Duomo di Ognissanti, Arzignano (Vicenza)
- Campanile della chiesa di San Zeno, Arzignano[4]
- Chiesa neogotica di San Bortolo, Arzignano

### Pubblicazioni
- Cenni biografici sulla vita dell'architetto Giovanni Miglioranza, Vicenza, Tipografia Paroni, 1861.
- Andrea Palladio e la sua scuola, Lonigo, Tip. Giovanni Gaspari, 1880.
- La loggia del palazzo vescovile. Cenno sopra un monumento vicentino, Gaspari, 1881.
- Guida alla chiesa e monastero dei Santi Felice e Fortunato in Vicenza, Vicenza, Tip. S. Giuseppe 1889.
- Le colonne di S. Marco e del Redentore nella Piazza de' Signori, Vicenza, Libreria Traverso, 1994.

## Archivio
Il Fondo Vittorio Barichella è conservato presso la Biblioteca civica Bertoliana. Fu donato per una prima parte dalla vedova nel 1912 e il rimanente dalla figlia nel 1923.
Il fondo contiene prevalentemente manoscritti con appunti e memorie artistiche, manuali a stampa sull'arte di edificare, disegni di architettura redatti da Vittorio, corrispondenza e studi vari di Vittorio e Lorenzo Barichella. Consta complessivamente di dodici volumi manoscritti rilegati e altri sedici manoscritti sciolti, contenenti appunti e memorie storiche ed artistiche di Vittorio Barichella e di sei manuali a stampa sull'arte di edificare.